# Llista d'aerolínies d'Angola
Aquesta és una llista d'aerolínies d'Angola que tenen un Certificat d'Operador Aeri emès per l'Autoritat d'Aviació Civil d'Angola. Totes llevat una són a la llista negra de companyies aèries de la Unió Europea.

## Llista
| Aerolínia                            | IATA | ICAO | Imatge | Callsign       | Aeroport Hub                               | Notes |
| ------------------------------------ | ---- | ---- | ------ | -------------- | ------------------------------------------ | ----- |
| SJL Aeronautica                      |      |      |        |                |                                            |       |
| Guicango                             |      |      |        |                |                                            |       |
| Airjet                               |      | MBC  |        |                |                                            |       |
| Air 26                               |      | DCD  |        | DUCARD         | Aeroport Internacional Quatro de Fevereiro |       |
| Angola Air Charter                   |      | AGO  |        | ANGOLA CHARTER |                                            |       |
| Diexim Expresso                      |      |      |        |                |                                            |       |
| Aerojet Airlines                     |      | TEJ  |        |                |                                            |       |
| SonAir                               |      | SOR  |        | SONAIR         |                                            |       |
| TAAG Angola Airlines                 | DT   | DTA  |        | DTA            |                                            |       |
| Serviços Executivos Aéreos de Angola |      |      |        |                |                                            |       |
| Heli Malongo Airways                 |      |      |        |                |                                            |       |